# Коджак, Джордж
Джордж Харольд Коджак (англ. George Harold Kojac; 2 марта 1910, Нью-Йорк, Нью-Йорк — 28 мая 1996, Фэрфакс, Виргиния) — американский пловец, специалист по плаванию на спине и вольным стилем. Выступал за национальную сборную США по плаванию в конце 1920-х — начале 1930-х годов, дважды чемпион летних Олимпийских игр в Амстердаме, рекордсмен мира в различных дисциплинах, многократный победитель первенств национального значения. Член Зала славы мирового плавания (1968).

## Биография
Джордж Коджак родился 2 марта 1910 года в Нью-Йорке, США. Происходит из семьи украинских мигрантов.
Учился в старшей школе DeWitt Clinton High School в Бронксе, как пловец проходил подготовку в проливе Ист-Ривер. Ещё будучи школьником, установил свой первый мировой рекорд из будущих 32-х.
Продолжал заниматься плаванием во время учёбы в Ратгерском университете, состоял в местной плавательной команде «Ратгерс Скарлет Найтс», неоднократно принимал участие в различных студенческих соревнованиях.
Наибольшего успеха в своей спортивной карьере добился в сезоне 1928 года, когда, ещё будучи студентом университета, вошёл в основной состав американской национальной сборной и благодаря череде удачных выступлений удостоился права защищать честь страны на летних Олимпийских играх в Амстердаме. Обошёл всех своих соперников в плавании на 100 метров на спине и в эстафете 4 × 200 метров вольным стилем, завоевав тем самым две золотые олимпийские медали. Также участвовал здесь в плавании на 100 метров вольным стелем, но в данной дисциплине попасть в число призёров не смог — финишировал в финале четвёртым.
Окончив университет в 1931 году, Коджак продолжил обучение Колумбийской медицинской школе, и учёба не позволила ему принять участие в домашних Олимпийских играх 1932 года в Лос-Анджелесе, где он был бы одним из фаворитов.
За выдающиеся спортивные достижения в 1968 году был введён в Зала славы мирового плавания.
Умер 28 мая 1996 года в городе Фэрфакс, штат Виргиния, в возрасте 86 лет.